# Blay
Blay és un municipi francès situat al departament de Calvados i a la regió de Normandia. L'any 2017 tenia 383 habitants.

## Demografia

### Població
El 2007 la població de fet de Blay era de 312 persones. Hi havia 112 famílies de les quals 8 eren unipersonals (4 homes vivint sols i 4 dones vivint soles), 39 parelles sense fills, 48 parelles amb fills i 17 famílies monoparentals amb fills.
La població ha evolucionat segons el següent gràfic:
Habitants censats

### Habitatges
El 2007 hi havia 139 habitatges, 112 eren l'habitatge principal de la família, 16 eren segones residències i 11 estaven desocupats. Tots els 139 habitatges eren cases. Dels 112 habitatges principals, 103 estaven ocupats pels seus propietaris, 7 estaven llogats i ocupats pels llogaters i 3 estaven cedits a títol gratuït; 2 tenien una cambra, 3 en tenien dues, 15 en tenien tres, 25 en tenien quatre i 67 en tenien cinc o més. 92 habitatges disposaven pel capbaix d'una plaça de pàrquing. A 45 habitatges hi havia un automòbil i a 67 n'hi havia dos o més.

### Piràmide de població
La piràmide de població per edats i sexe el 2009 era:
| Homes | Edats   | Dones |
| ----- | ------- | ----- |
| 0     | 95 o +  | 0     |
| 0     | 90 a 94 | 0     |
| 0     | 85 a 89 | 0     |
| 0     | 80 a 84 | 0     |
| 8     | 75 a 79 | 4     |
| 4     | 70 a 74 | 0     |
| 4     | 65 a 69 | 4     |
| 0     | 60 a 64 | 4     |
| 20    | 55 a 59 | 8     |
| 4     | 50 a 54 | 24    |
| 16    | 45 a 49 | 4     |
| 4     | 40 a 44 | 16    |
| 8     | 35 a 39 | 8     |
| 8     | 30 a 34 | 0     |
| 0     | 25 a 29 | 28    |
| 8     | 20 a 24 | 16    |
| 12    | 15 a 19 | 32    |
| 12    | 10 a 14 | 4     |
| 0     | 5 a 9   | 4     |
| 8     | 0 a 4   | 16    |

## Economia
El 2007 la població en edat de treballar era de 200 persones, 149 eren actives i 51 eren inactives. De les 149 persones actives 139 estaven ocupades (74 homes i 65 dones) i 10 estaven aturades (2 homes i 8 dones). De les 51 persones inactives 17 estaven jubilades, 8 estaven estudiant i 26 estaven classificades com a «altres inactius».

### Ingressos
El 2009 a Blay hi havia 139 unitats fiscals que integraven 383 persones, la mediana anual d'ingressos fiscals per persona era de 16.701 €.

### Activitats econòmiques
Dels 7 establiments que hi havia el 2007, 2 eren d'empreses de construcció, 1 d'una empresa d'hostatgeria i restauració, 1 d'una empresa financera, 1 d'una empresa immobiliària i 2 d'empreses de serveis.
Dels 3 establiments de servei als particulars que hi havia el 2009, 1 era un paleta, 1 electricista i 1 agència immobiliària.
L'any 2000 a Blay hi havia 16 explotacions agrícoles que ocupaven un total de 816 hectàrees.

## Poblacions més properes
El següent diagrama mostra les poblacions més properes.